# Hidetoshi Nishijima
Hidetoshi Nishijima (西島 秀俊?, Nishijima Hidetoshi; Tokyo, 29 marzo 1971) è un attore giapponese, conosciuto soprattutto per il suo ruolo nella serie televisiva Asunaro hakusho (1993) e nel film Drive My Car (2021).
Nel 2009, ha vinto il premio come migliore attore non protagonista allo Yokohama Film Festival.

## Carriera
Negli anni 2010, diviene uno degli attori più popolari in Giappone, per le sue interpretazioni nelle serie TV di successo: General Rouge no Gaisen, Strawberry Night, Yae's Sakura e MOZU. Nel 2011, Nishijima ha il suo primo ruolo da protagonista al fianco di Kim Tae-hee nella serie televisiva Boku to Star no 99 Nichi, una commedia romantica drammatica sulla storia d'amore tra un'attrice e la sua guardia del corpo. Nel film di Amir Naderi del 2011 Cut, interpreta il ruolo del protagonista, descritto da Chris Cabin di Slant Magazine come "il cinefilo più convincentemente pretenzioso e frustrato che sia mai stato ritratto su pellicola". La sua performance riceve le lodi di Dan Fainaru di Screen International come "dolorosamente memorabile". Nel 2017, è il primo uomo giapponese a sfilare per Made-to-Measure di Giorgio Armani. Viene nominato per il premio al miglior attore non protagonista agli Awards of the Japanese Academy nel 2019 per la sua performance in Samurai's Promise. Nel 2019, recita nella serie TV What Did You Eat Yesterday?, un dramma sulla vita quotidiana di una coppia gay di mezza età. Il dramma è molto popolare e viene trasposto in un film di successo.
Nel 2021, recita nel film Drive My Car di Ryusuke Hamaguchi. La sua performance è acclamata dalla critica. Il New York Times lo seleziona come uno dei "Great Performers / The Best Actors of 2021". Vince il National Society of Film Critics Award, il Boston Film Critics Circle Award e il Japan Academy Award al miglior attore protagonista. Appare anche in Canary di Akihiko Shiota e Loft di Kiyoshi Kurosawa. Nel 2022, Nishijima ha interpretato il ruolo di Kotaro Minami nel remake di Kamen Rider Black del 1987 intitolato Kamen Rider Black Sun.

## Filmografia

### Cinema
- Dolls, regia di Takeshi Kitano (2002)
- Kyashan - La rinascita, regia di Kazuaki Kiriya (2004)
- Mezon do Himiko, regia di Isshin Inudo (2005)
- Ō-oku - Il film (大奥 Ooku Oh!-oku), regia di Toru Hayashi (2006)
- Cut, regia di Amir Naderi (2011)
- Drive My Car (Doraibu mai kā), regia di Ryūsuke Hamaguchi (2021)
- Shin Ultraman, regia di Shinji Higuchi (2022)
- Kubi, regia di Takeshi Kitano (2023)
- Hebi no michi, regia di Kiyoshi Kurosawa (2024)

### Televisione
- Asunaro hakusho – serie TV, (1993)
- Mōri Motonari – serie TV, (1997)
- Unfair – serie TV, (2006)
- Yama onna kabe onna – serie TV, (2007)
- Strawberry Night – serie TV, (2012)
- Kinō nani tabeta? – serie TV, (2019)
- Dream pony Amore Improvviso - serie TV, (2022)
- Kamen Rider Black Sun – serie TV, (2022)
- Sunny – serie TV, (2024)

## Doppiatori italiani
Nelle versioni in italiano nelle opere in cui ha recitato, Hidetoshi Nishijima è stato doppiato da:
- Alessandro Quarta in Dolls
- Christian Iansante in Kyashan - La rinascita
- Oliviero Cappellini in Drive My Car

Da doppiatore è sostituito da:
- Massimo De Ambrosis in Si alza il vento